# 柳冕
柳冕（？—？），字敬叔，蒲州解縣人，唐朝官員。

## 生平
柳芳之子，柳登之弟。博學富文辭，父子並居集賢院。唐德宗時，歷任右補闕、史館修撰，因劉晏事，貶巴州司戶參軍。貞元元年（785年），任太常博士等職，屢遭讒言。貞元年間曾任福州刺史，《全唐文》錄其文章。
在韓愈、柳宗元提倡古文運動之前，柳冕已率先反對南朝駢儷文體，主張復古，強調尊聖、宗經，以儒道來指導文學，所謂“文章本於教化，形於治亂，繫於國風。”。雖然如此，他的散文創作成績並不佳，因此影響甚微。